# Forțele armate ale Arabiei Saudite
Arabia Saudită are trei tipuri de forțe militare: cele ale Ministerului de Apărare, cele ale Ministerului Internelor și cele independente.